# Кебнекайсе
Кебнекайсе (на шведски: Kebnekaise, на лапландски Giebmegáisi или Giebnegáisi, Било на котловината) е най-високият връх в Швеция. Планинският масив на Кебнекайсе, който е част от Скандинавските планини, се намира на 150 километра северно от Полярния арктичен кръг. Планината има два върха. Северният, който е глетчерен и е по-висок, е с височина 2123 метра над морското равнище, а другият е на юг с височина 2097 метра над морското равнище.
Кебнекайсе предоставя отлични условия за летен и зимен туризъм. Съществуват няколко хижи и заслони в различни отправни точки на туристически маршрути.

## Маршрути
До начало на планинския масив се стига по осемдесет километров третокласен път тръгващ от град Кируна. До подножието на върха се стига по 20 километров равен обезопасен път, който минава покрай езеро. Има вариант част от пътя да бъде изминат с езерен катер. Съществуват два основни маршрута за изкачване на масива – източен и западен. Западният се състои в шестчасово изкачване по маркирана пътека от червени камъни до южния връх, който тръгва от хижата в подножието. Следва спускане по стръмен глетчерен склон до подножието на северния връх. Подножието представлява циркус със замръзнало езеро. Следва изкачване по средно стръмен глетчерен склон на северния връх. Има опасност маркираните камъни да бъдат затрупани със сняг дори и през лятото. Съществуват два заслона по пътя към върха с осигурени пакети за оцеляване, сигнална система и предотвратяване на измръзване. Западният маршрут е сравнително лек, но изисква подходящи обувки и облекло за снежно и скалисто изкачване. Източният маршрут минава през сипейната страна на северния връх и не е подходящ за любителско изкачване.

## Любопитно
В известната детска книга на Селма Лагерльоф - „Чудното пътуване на Нилс Холгерсон през Швеция“, водачката-гъска Ака от Кебнекайсе води ятото към региона на планината.